# Comuna Neceaiivka, Kompaniivka
Neceaiivka (în ucraineană Нечаївка) este o comună în raionul Kompaniivka, regiunea Kirovohrad, Ucraina, formată din satele Krînîciuvate, Neceaiivka (reședința) și Zolotnîțke.

## Demografie
Componența lingvistică a comunei Neceaiivka
     Ucraineană (94,82%)
     Rusă (2,53%)
     Română (2,27%)
Conform recensământului din 2001, majoritatea populației comunei Neceaiivka era vorbitoare de ucraineană (94,82%), existând în minoritate și vorbitori de rusă (2,53%) și română (2,27%).